# Великий оперний театр «Лісеу»

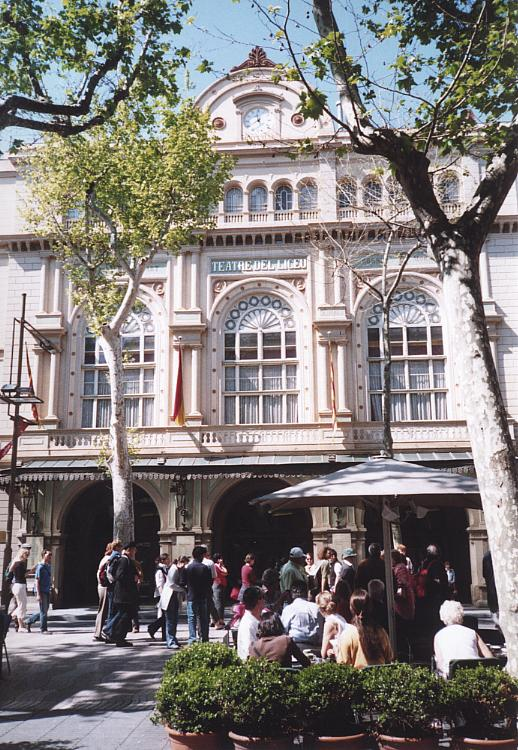
Великий оперний театр «Лісеу»

Вели́кий о́перний теа́тр «Лісе́у» (кат. Gran Teatre del Liceu — «Ґран Театр Лісеу», ісп. Gran Teatro del Liceo — «Ґран Театро Лісео») — оперний театр в Барселоні, один з найвизначніших театрів Іспанії, відкритий в 1847.

## Історія
Театр «Лісеу» є одним з небагатьох театрів Європи, споруджених на кошти приватних осіб. Базою для заснування театру стала «Філодраматична школа Монтесьйон» (ісп. Liceo Filodramático de Montesión), закладена іспанським воєнним батальйоном під командуванням Мануела Жібера-і-Санса. Початково заклад призначався як для музичної освіти, так і для театральних вистав. У 1845-1847 було споруджено нову будівлю театру, що відкрилася 4 квітня 1847.
У 1861 театр страждав від пожежі, а в 1893 постраждав від терористичного акту, організованого анархістом Сантьяго Сальвадором — тоді від вибуху бомби під час вистави загинуло 20 осіб. Свого розквіту театр досяг у 1920-ті роки, зокрема тоді в театрі «Лісеу» виступала російська антерприза Сергія Дягілєва.
В часи громадянської війни театр існував завдяки підтримці міської ради, а на деякий час в часи Каталонської автономії і до поразки республіканців 1939 року театр був націоналізований і проголошений «Національним театром Каталонії».

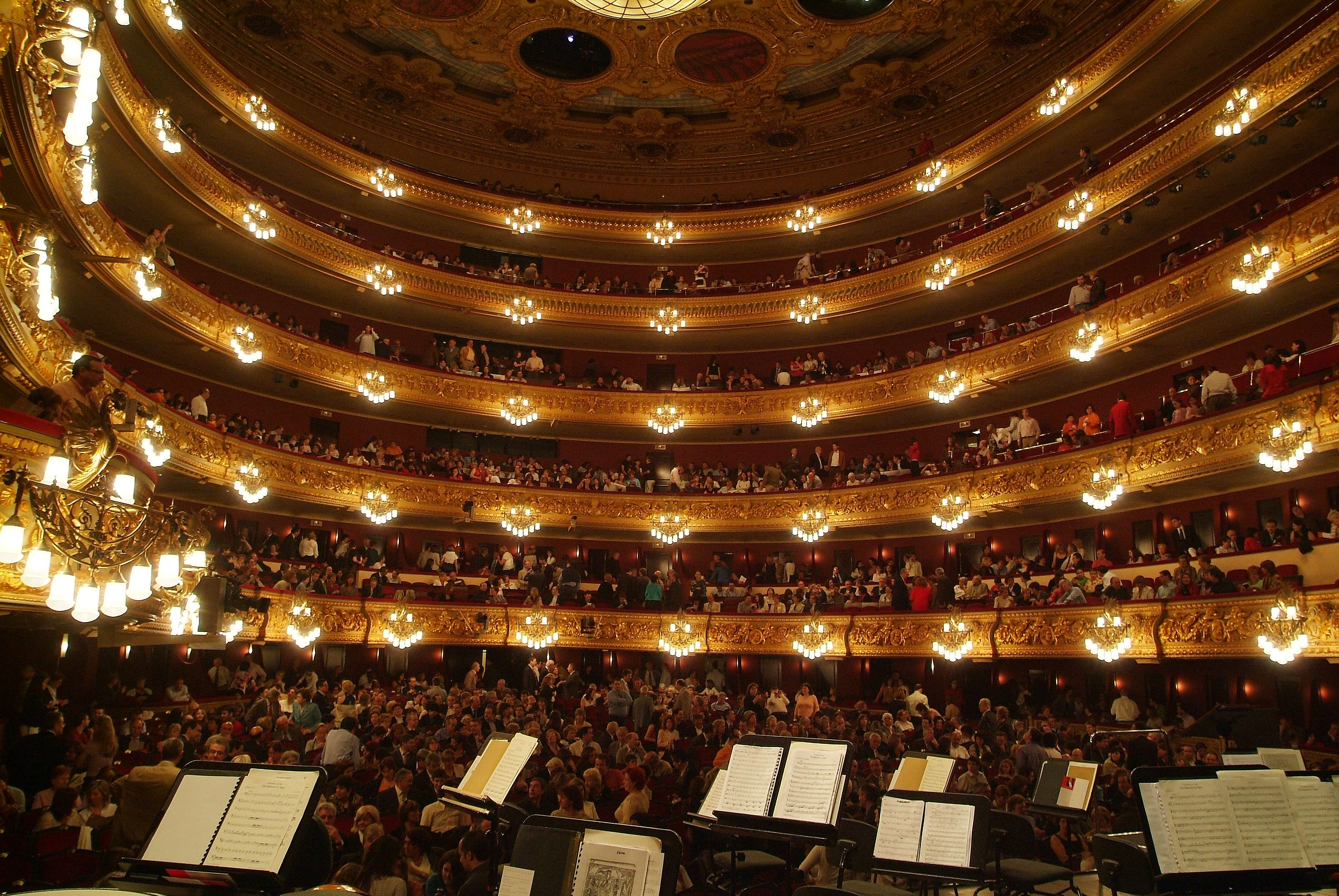
Інтер'єр театру після реконструкції, 1999

У 1955 Великий оперний театр «Лісеу» приймав Вагнерівський оперний фестиваль, що зазвичай проходить у Байройті. У 1994-1999 театр реконструйовано. Сучасний зал театру розрахований на 2292 місця і є другим за величиною у Європі (після Ла Скала).